# جبهة البوليساريو

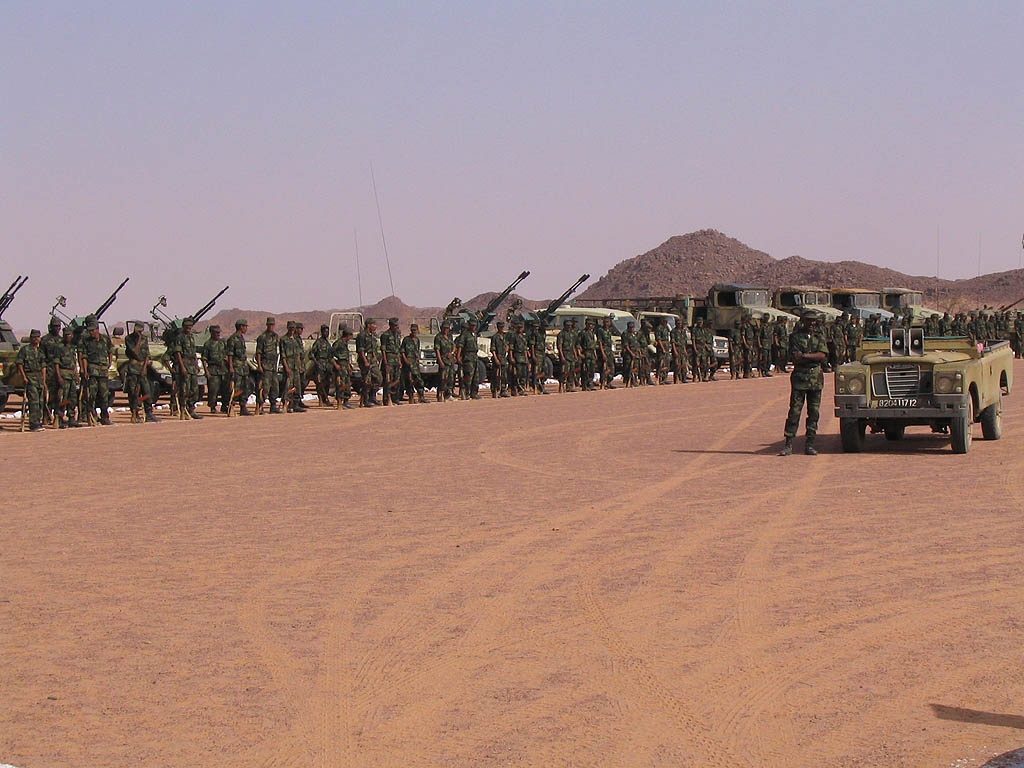
تجمع لقوات البوليساريو، بالقرب من تيفاريتي

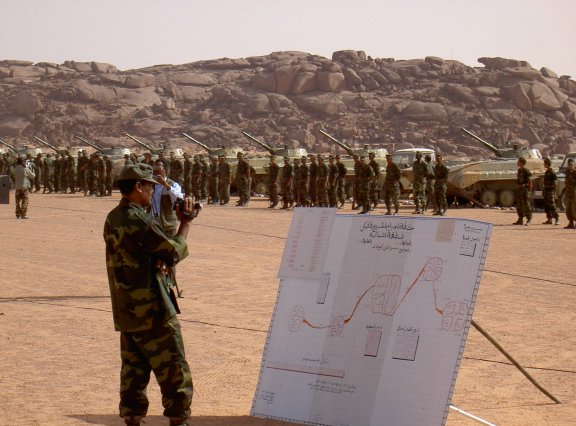
استعراض عسكري لقوات البوليساريو سنة 2005 في تندوف، (الجزائر).

الجبهة الشعبية لتحرير الساقية الحمراء ووادي الذهب المعروفة باسم البوليساريو (بالإسبانية: Polisario) هي حركة تحررية صحراوية تأسست في 20 مايو 1973، وتسعى لتحرير الصحراء الغربية مما تراه استعمارًا مغربيًا، غير أن الأمم المتحدة لا تعترف بسيادة المغرب على الصحراء الغربية ولا تعترف بالجمهورية العربية الصحراوية الديمقراطية كدولة عضو في الأمم المتحدة لكن تعترف بالجبهة كمفاوض للمغرب.
كلمة «بوليساريو» هي اختصار لاسم الجبهة باللغة الإسبانية المكون من الحروف الأولى لجملة «الجبهة الشعبية لتحرير الساقية الحمراء ووادي الذهب» والتي تعني باللغة الإسبانية: Frente Popular de Liberación de Saguía el Hamra y Río de Oro.

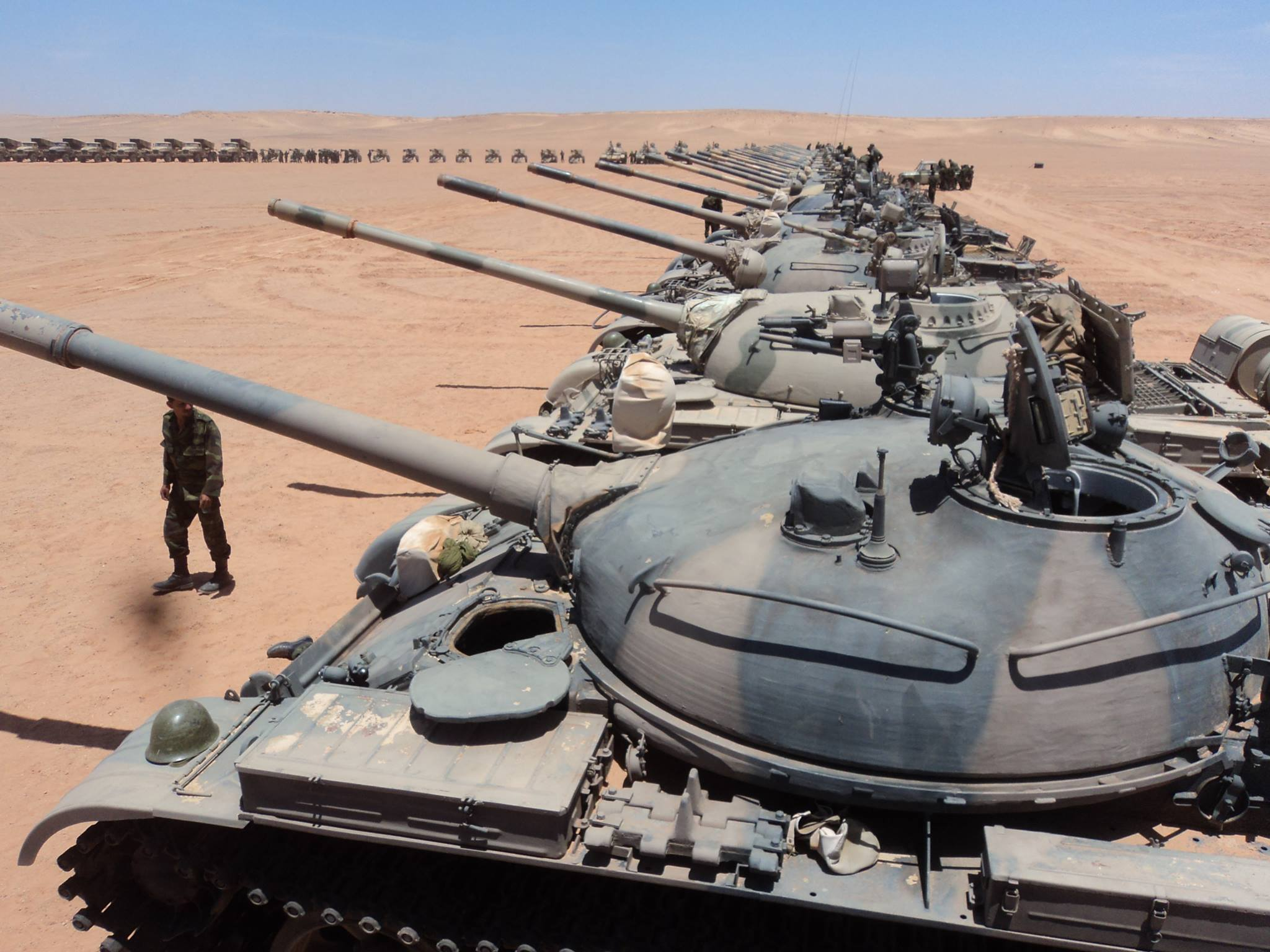
فرقة المدرعات للناحية العسكرية الرابعة لجيش التحرير الشعبي الصحراوي

## تاريخ
في عام 1971، بدأت مجموعة من الطلبة الصحراويين الشباب في جامعات المغرب بتنظيم ما أصبح يعرف بالحركة الجنينية لتحرير الساقية الحمراء ووادي الذهب.
أُسست جبهة البوليساريو رسميًا في 10 مايو 1973 في عين بنتيلي من قبل العديد من طلاب الجامعات الصحراويين والناجين من مذابح 1968 في الزويرات والمحاربين الصحراويين القدامى في الجيش الإسباني. أطلقوا على أنفسهم اسم المؤتمر التأسيسي لجبهة البوليساريو.
في أكتوبر/ تشرين الأول عام 1975، صدر الرأي الاستشاري لمحكمة العدل الدولية، حول الوضع القانوني لإقليم الصحراء، والذي انتهى إلى أنه، إبان الاستعمار الإسباني، كانت توجد روابط قانونية بين المغرب والصحراء الغربية غير أن كل هذه الروابط لا ترقى إلى جواز بسط أي من المغرب أو موريتانيا سيادته على الصحراء.
في 1 مايو 1977، قامت جبهة البوليساريو بشن هجوم على مدينة الزويرات في موريتانيا، واختطفت ستة فنيين فرنسيين في مناجم الحديد وقتلت اثنين من المدنيين. كما اختطفت جبهة البوليساريو مدنيين اثنين آخرين في أكتوبر/تشرين الأول. أُطلق سراحهم في شهر ديسمبر.
بعد صراع عسكري ضد المغرب تلاه وقف لإطلاق النار، أجرت الجبهة عدة مفاوضات مع المغرب منها مفاوضات مانهاست لحل مشكلة الصحراء الغربية وايجاد الطرق لتطبيق قرارات الأمم المتحدة في حق الشعب الصحراوي في تقرير مصيره. لم تتمكن منظمة الوحدة الأفريقية ولا منظمة الأمم المتحدة من الوصول بعد إلى حل سلمي لنزاع الصحراء الغربية الذي قارب عمره ثلاثة عقود.
وخلال هذه الفترة، اختلفت آراء المغرب من موافقة على إجراء الاستفتاء إلى تمسكه بحل الحكم الذاتي كبديل لكن هذا المقترح لا يتماشى مع ميثاق الأمم المتحدة بما أنه لا يضمن حق تقرير المصير.
في 18 يوليوز 2016، قدمت 28 دولة إفريقية ملتمسا لطرد الجمهورية العربية الصحراوية الديمقراطية (البوليساريو) من الاتحاد الإفريقي بعد إعراب المغرب عن رغبته في الانضمام إلى الاتحاد الأفريقي بتاريخ 17 يوليو 2016. ولكن الاتحاد لم ينظر في الأمر وانتهت قمة 2016 من دون صدور أي قرار حول موضوع عودة المغرب.
في يونيو 2020، أصدرت المحكمة العليا الإسبانية قراراً يحظر استخدام الأعلام والرموز والشعارات غير الرسمية بما في ذلك علم البوليساريو في المباني والأماكن العامة الإسبانية.

## الأيديولوجية السياسية
جبهة البوليساريو هي أولاً وقبل كل شيء منظمة وطنية هدفها الرئيسي هو استقلال الصحراء الغربية. وقد ذكرت أنه يجب ترك الخلافات الأيديولوجية للتعامل مع الصحراء الغربية الديمقراطية في المستقبل. وينظر إلى نفسه على أنه «جبهة» تضم كل التيارات السياسية في المجتمع الصحراوي، وليس كحزب سياسي. نتيجة لذلك، لا يوجد برنامج حزبي. ومع ذلك، دستور الجمهورية الصحراوية يعطي تلميحًا للسياق الأيديولوجي للحركة: في أوائل السبعينيات، تبنت البوليساريو خطابًا اشتراكيًا غامضًا، بما يتماشى مع معظم حركات التحرر الوطني في ذلك الوقت، ولكن تم التخلي عن هذا في النهاية لصالح قومية صحراوية غير مسيسة. بحلول أواخر السبعينيات، تم حذف الإشارات إلى الاشتراكية في دستور الجمهورية، وبحلول عام 1991، أصبحت البوليساريو مؤيدة للسوق الحر بشكل صريح.
صرحت البوليساريو بأنها ستعمل، عندما يتحقق تقرير مصير الصحراويين، إما كحزب في سياق نظام متعدد الأحزاب، أو سيتم حلها بالكامل. هذا ما يقرره مؤتمر جبهة البوليساريو عند تحقيق استقلال الصحراء الغربية.

### المواقف من الكفاح المسلح
نددت جبهة البوليساريو بالإرهاب والهجمات ضد المدنيين،  وأرسلت تعازيها إلى المغرب بعد تفجيرات الدار البيضاء عام 2003 . ويصف نضالها بأنه «حرب تحرر وطني نظيفة». منذ عام 1989، عندما تم التوصل إلى وقف إطلاق النار لأول مرة، صرحت الحركة بأنها ستواصل تحقيق هدفها المتمثل في استقلال الصحراء الغربية بالوسائل السلمية طالما أن المغرب يمتثل لشروط وقف إطلاق النار، والتي تشمل ترتيب استفتاء على الاستقلال، مع الاحتفاظ بحق الاستئناف. الكفاح المسلح إذا تم انتهاك الشروط بشكل موضوعي، على سبيل المثال، إذا لم يتم إجراء الاستفتاء. أكد محمد عبد العزيز مرارًا أن انسحاب المغرب من خطة التسوية لعام 1991 ورفضه التوقيع على خطة بيكر في 2003 سيؤدي منطقيًا إلى الحرب من منظورها إذا لم يتدخل المجتمع الدولي  من الصحراء الغربية، كانت هادئة ومحايدة بشكل عام دون تقارير عن اشتباكات مسلحة من أي من الجانبين.
تلقت سلسلة الاحتجاجات وأعمال الشغب في 2005 التي قام بها الصحراويون في «الأراضي المحتلة» دعما قويا من البوليساريو كنقطة ضغط جديدة على المغرب. ووصفهم عبد العزيز بأنهم مسار بديل للكفاح المسلح، وأشار إلى أنه إذا سحق الاحتجاج السلمي، في نظره، دون استفتاء وشيك، ستتدخل قواته المسلحة.

## قياديو البوليساريو
- إبراهيم غالي (الرئيس الحالي)
- خطري أدوه (رئيس البرلمان)

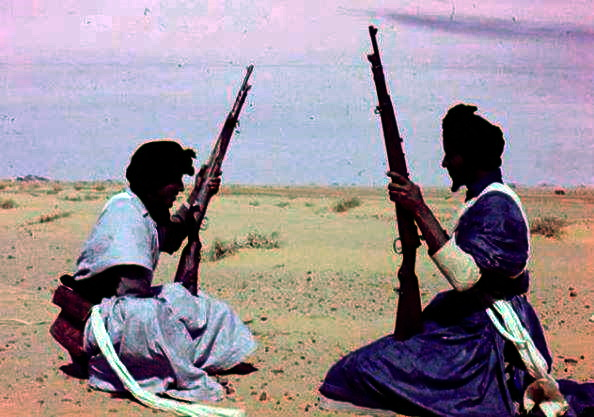
عنصران من البوليساريو سنة (1979)

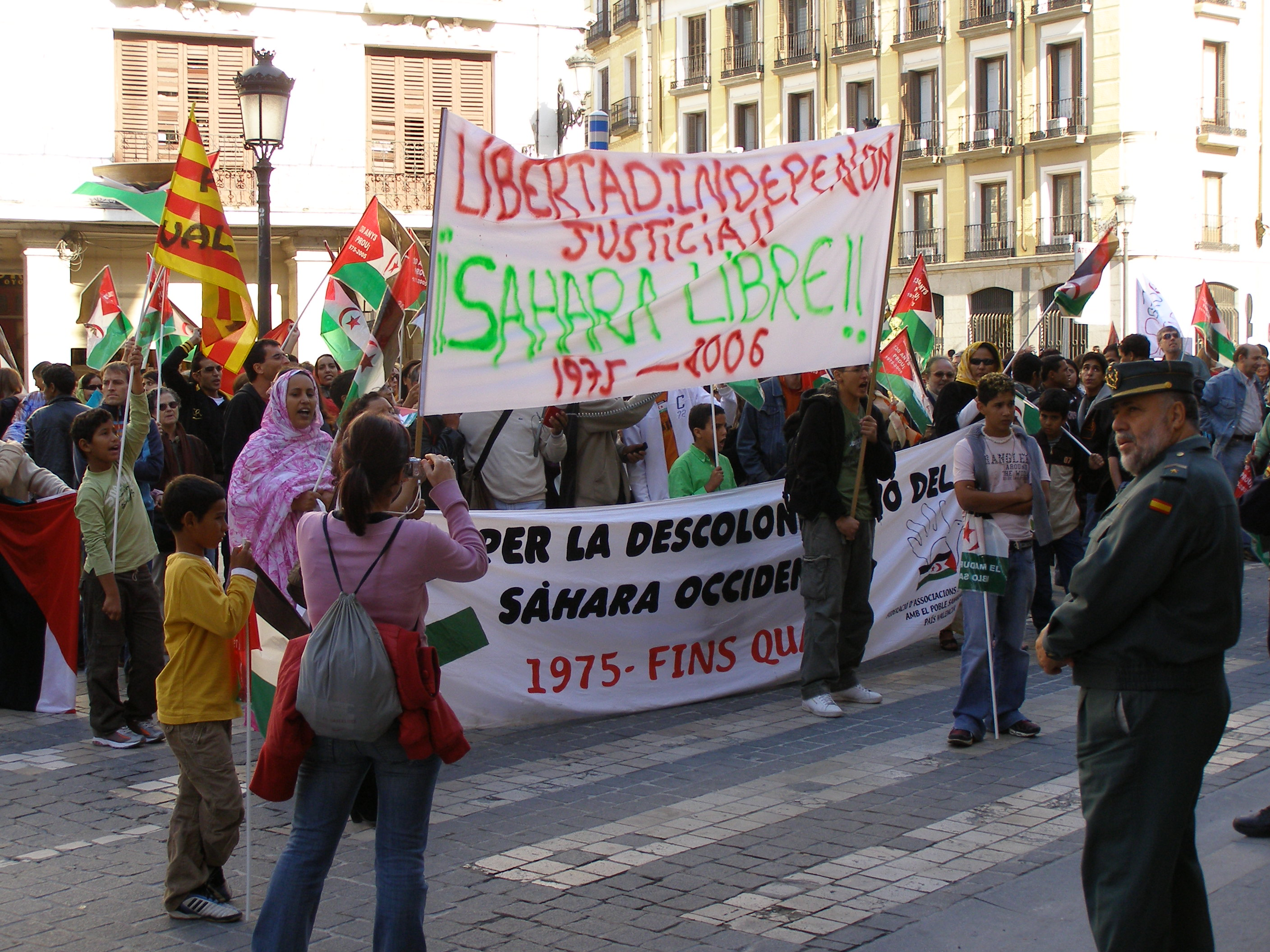
مظاهرة مؤيدة لجبهة البوليساريو في مدريد (2006)

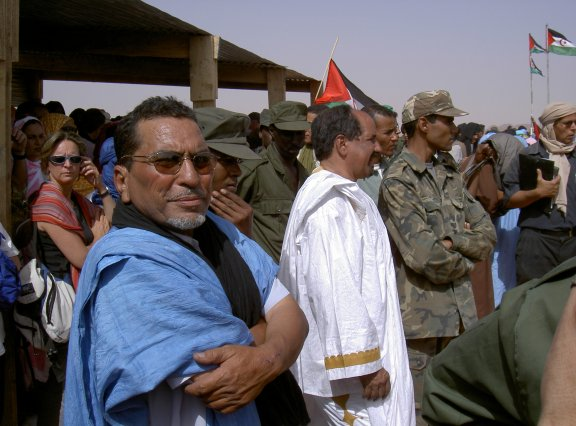
محمد عبد العزيز، الأمين العام السابق لجبهة البوليساريو

- عبد القادر الطالب عمر (الوزير الأول)
- حمه سلامة (مسؤول التنظيم السياسي)
- عبد الله لحبيب (وزير الدفاع)
- محمد سالم ولد السالك (وزير الخارجية)
- محمد لمين أحمد (مستشار الرئيس)
- محمد لمين البهالي (مستشار الرئيس)
- البشير مصطفى السيد (مستشار الرئيس)
- محمد علي العظمي

## المفاوضات
طرحت الأمم المتحدة عدة حلول في إطار جهودها لتسوية النزاع بين البوليساريو والمغرب ولم يكن أي حل منها موضع اتفاق بين الطرفين.
ورغم تباعد وجهات نظر الطرفين فإن الأمم المتحدة قامت بوضع الترتيبات الكاملة لتنظيم عملية الاستفتاء في الصحراء الغربية، بدءا بإقرار وقف إطلاق النار بين الجانبين، والتي أسرت الجبهة فيه الكثير من المغاربة.

## المؤتمر 12
أقيم في 16 ديسمبر 2007 بتفاريتي ودام 7 أيام حضره كل رموز جبهة البوليساريو. من بين قرارات المؤتمر:
- إعادة انتخاب محمد عبد العزيز كأمين عام للجبهة ورئيسا للجمهورية العربية الصحراوية الديمقراطية متحصلا على 85% من الأصوات.
- في حالة عدم نجاح الدورة الثالثة للمفاوضات بطرق سلمية بين المغرب والبوليساريو (مفاوضات مانهاست) بضواحي نيويورك، 7 يناير 2008، فإن اللجوء للنزاع المسلح هو الحل الوحيد، وهو حل اعتبرته الجبهة.

## العلاقات الخارجية

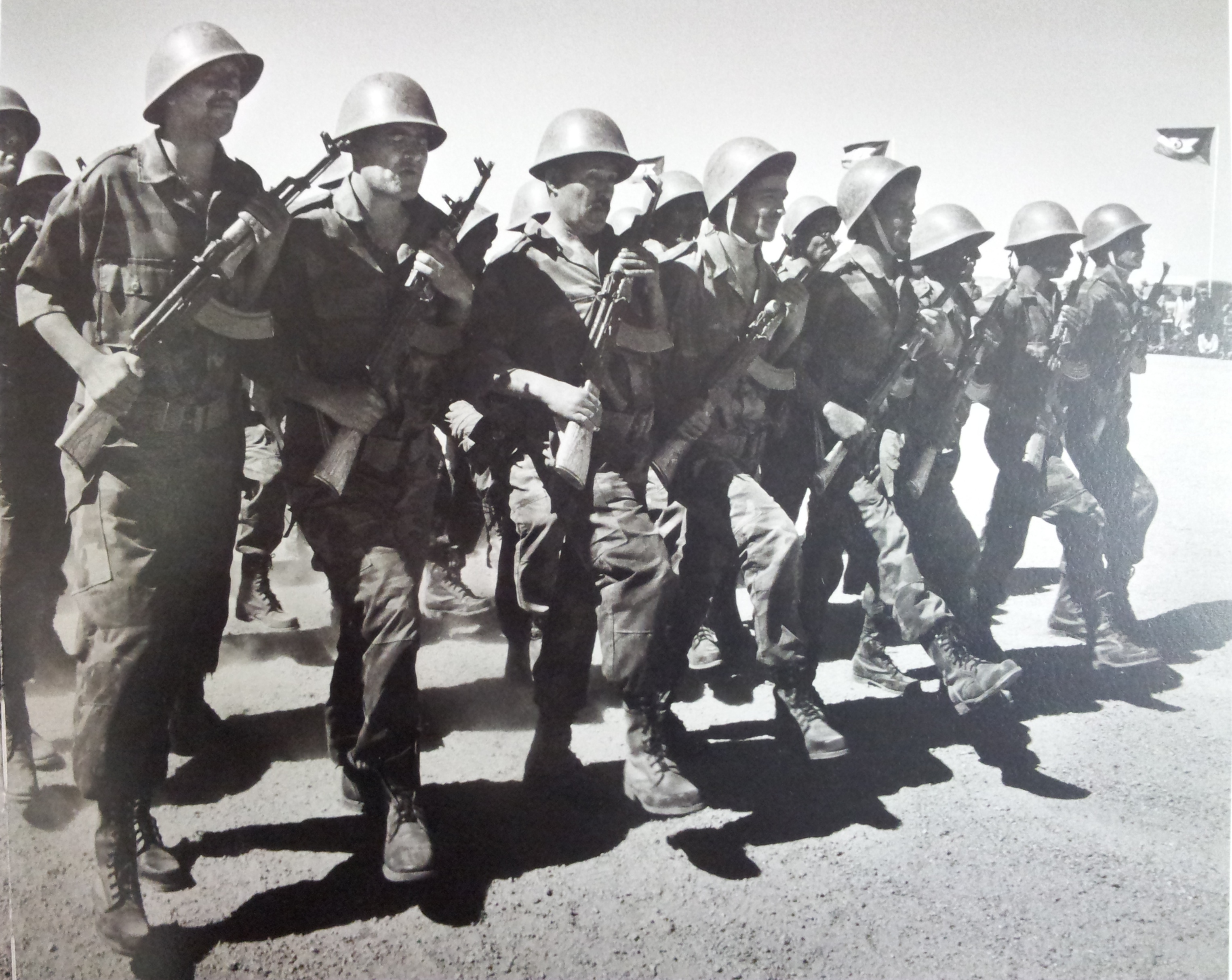
جنود صحراويون من جبهة البوليساريو.

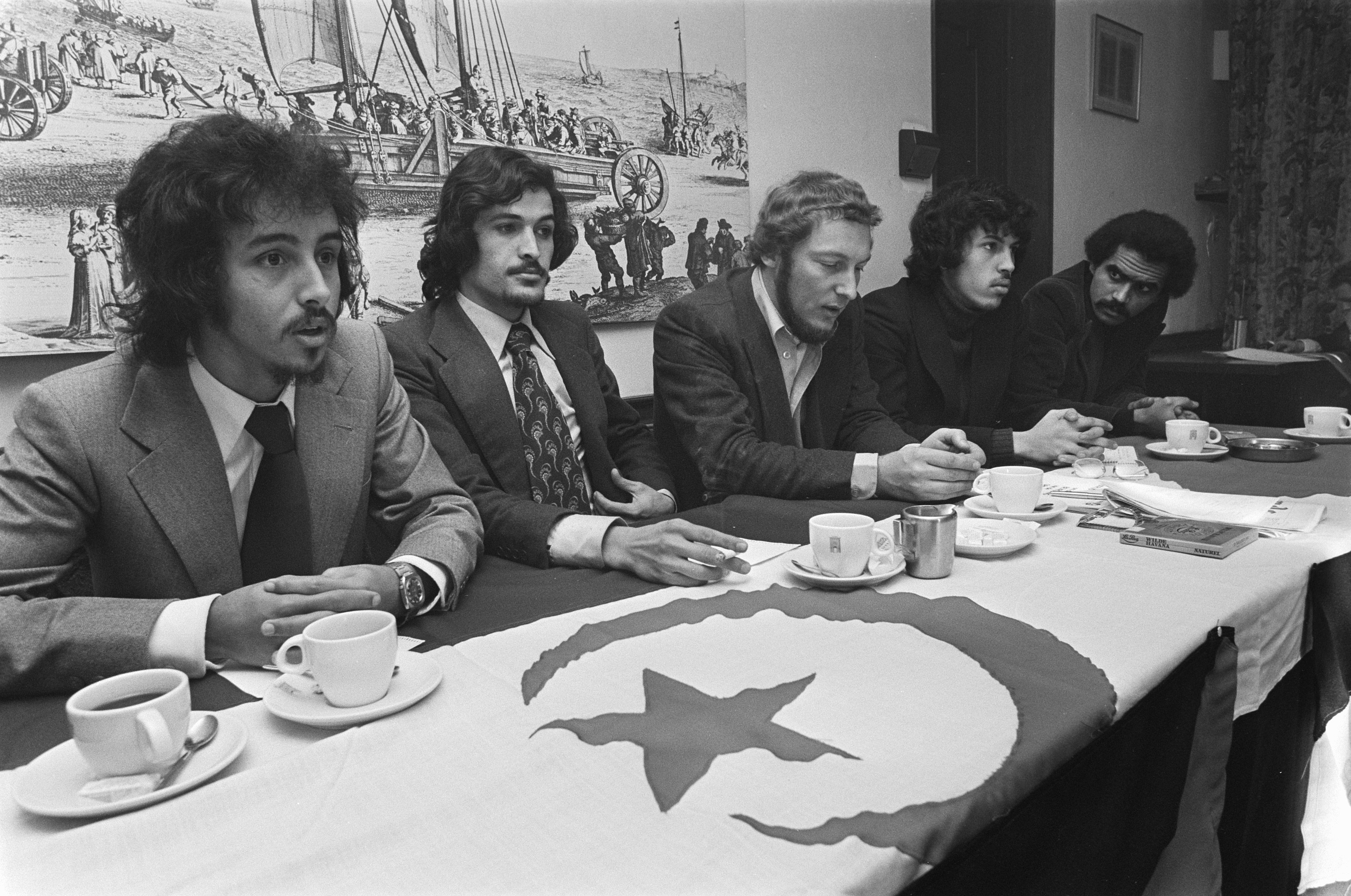
مؤتمر صحفي لجبهة البوليساريو في نيوسبورت.

تعترف اليوم 38 دولة حول العالم بشرعية البوليساريو في الصحراء الغربية. جاء دعم جبهة البوليساريو في الغالب من الدول الأفريقية المستقلة حديثًا، بما في ذلك أنغولا وناميبيا. لقد دعمت معظم دول العالم العربي المغرب. فقط الجزائر وليبيا، في أوقات مختلفة، أعطت أي دعم كبير للبوليساريو. اعترفت إيران بالجمهورية الصحراوية في عام 1980، واعترفت موريتانيا بالجمهورية الصحراوية في عام 1984، ودعمت سوريا وجنوب اليمن موقف البوليساريو بشأن الصراع عندما كانا جميعًا أعضاء في جبهة الرفض. بالإضافة إلى ذلك، دعمت العديد من دول عدم الانحياز في العالم الثالث جبهة البوليساريو. العلاقات مع فريتلين تيمور الشرقية (التي احتلتها إندونيسيا عام 1975) كانت قوية بشكل استثنائي وظلت كذلك بعد استقلال ذلك البلد؛ جادل كل من جبهة البوليساريو وفريتلين بأن هناك العديد من أوجه الشبه التاريخية بين النزاعين.

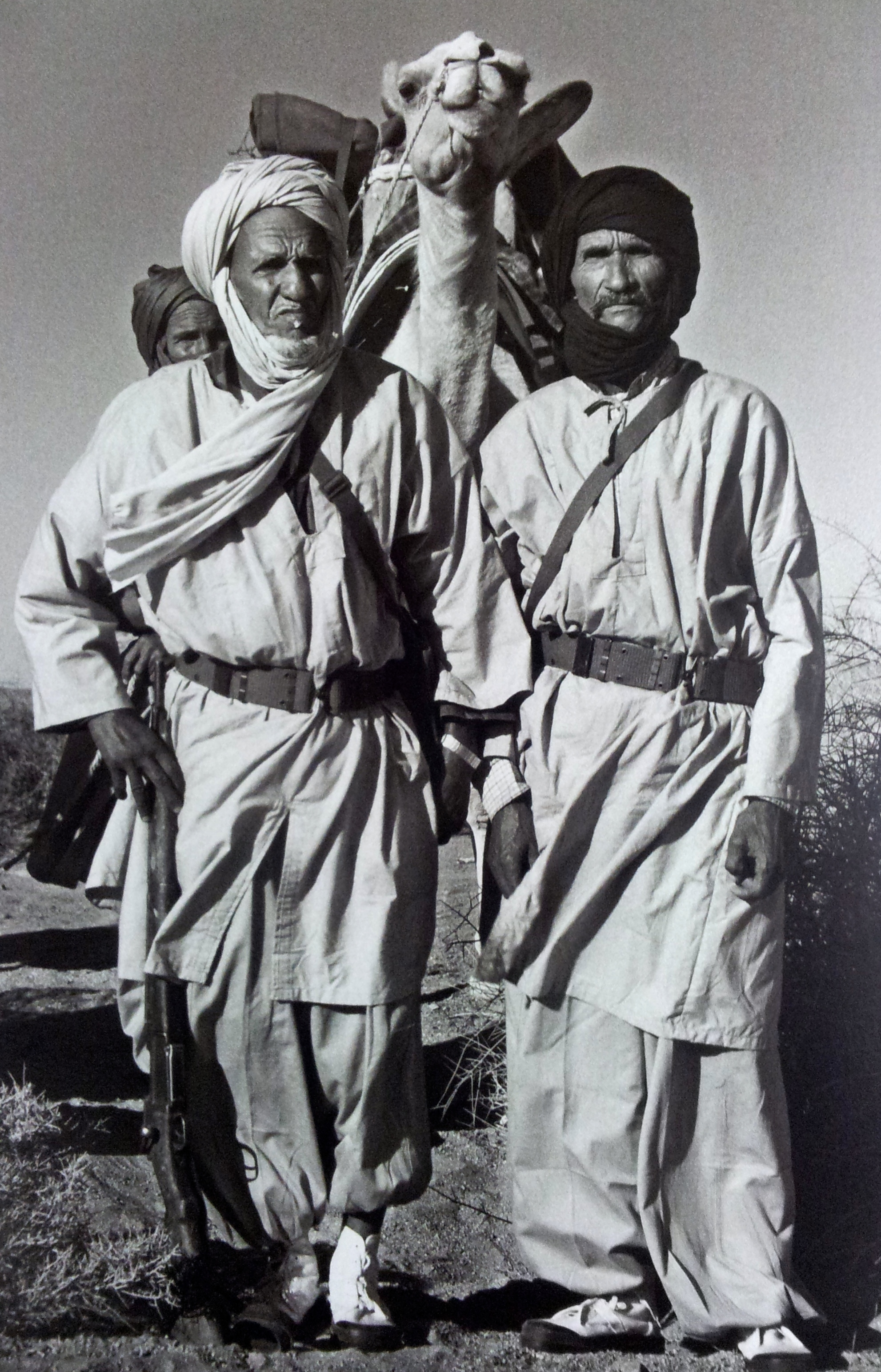
مقاتلون صحراويون من جبهة البوليساريو.

كان الداعمون السياسيون والعسكريون الرئيسيون للحركة في الأصل الجزائر وليبيا، وجاءت كوبا في المرتبة الثالثة على مسافة بعيدة. تحاول موريتانيا أيضًا تجنب التورط وتحقيق التوازن بين المغرب وداعمي البوليساريو في الجزائر، على الرغم من أنها تعترف رسميًا بالجمهورية الصحراوية باعتبارها حكومة الصحراء الغربية منذ عام 1984 ولديها عدد كبير من اللاجئين الصحراويين (حوالي 30.000) على أراضيها. لا يزال الدعم من الجزائر قوياً، على الرغم من انشغال البلاد بالحرب الأهلية. تعتمد البوليساريو عمليًا على قواعدها ومخيمات اللاجئين الموجودة على الأراضي الجزائرية. في حين أن حق الصحراويين في شن صراع مسلح ضد المغرب، وساعد في تجهيز الجيش الشعبي لتحرير السودان، يبدو أن الحكومة منعت البوليساريو من العودة إلى الكفاح المسلح بعد عام 1991، في محاولة لكسب ود الولايات المتحدة وفرنسا وتجنب تأجيجها. علاقات سيئة بالفعل مع المغرب.
بصرف النظر عن الجيش الجزائري، يتم توفير المساعدات المادية والإنسانية والغذاء وموارد الطوارئ من قبل المنظمات الدولية مثل منظمة الصحة العالمية ومفوضية الأمم المتحدة لشؤون اللاجئين. تأتي المساهمات القيمة أيضًا من منظمات التضامن الإسبانية القوية.

### العلاقات مع الجزائر
أظهرت الجزائر دعمًا غير مشروط لمسلحي جبهة البوليساريو منذ عام 1975، حيث قدمت الأسلحة والتدريب والمساعدات المالية والغذاء دون انقطاع لأكثر من 30 عامًا. في عام 1976، وصفت الجزائر استيلاء المغرب على الصحراء الغربية بأنه "غزو" قاتل بطيء "ضد القتال الناري الذي يشنه مقاتلو الصحراء.

### الصحراء الغربية في الحرب الباردة
وقعت أشد الحروب المفتوحة حدة في الصراع في الصحراء الغربية خلال الحرب الباردة. ومع ذلك، لم يتم جر الصراع بالكامل إلى الديناميكيات الأمريكية - السوفيتية مثل العديد من الصراعات الأخرى. كان هذا في الأساس لأن كلا الجانبين حاول تجنب التدخل العلني، الأمر الذي قد يستلزم انهيار العلاقات مع المغرب أو الجزائر - اللاعبين الرئيسيين في شمال إفريقيا - ولأن أيًا منهما لم ينظر إليها على أنها جبهة مهمة. كان المغرب راسخًا بقوة في المعسكر الأمريكي، في حين أن الجزائر انحازت عمومًا إلى الاتحاد السوفيتي خلال السبعينيات، واتخذت بعد ذلك موقفًا أكثر استقلالية من «العالم الثالث».
زعمت الولايات المتحدة الحياد السياسي في هذه القضية، لكنها دعمت المغرب عسكريًا ضد البوليساريو خلال الحرب الباردة، وخاصة خلال إدارة ريغان. على الرغم من ذلك، لم تتلق البوليساريو أبدًا دعمًا مضادًا من الاتحاد السوفيتي (أو جمهورية الصين الشعبية، اللاعب الثالث والأقل في الحرب الباردة). بدلا من ذلك، الكتلة الشرقية بأكملهاقررت لصالح العلاقات والتجارة مع المغرب ورفض الاعتراف بالجمهورية الصحراوية. هذا جعل البوليساريو تعتمد بشكل كامل تقريبًا على الجزائر وليبيا وبعض دول العالم الثالث الإفريقي وأمريكا اللاتينية للحصول على الدعم السياسي، بالإضافة إلى بعض المنظمات غير الحكومية من الدول الأوروبية (السويد والنرويج وإسبانيا، إلخ) التي تعاملت بشكل عام مع القضية من منظور إنساني فقط. زاوية. تزامن وقف إطلاق النار مع نهاية الحرب الباردة. بدا أن الاهتمام العالمي بالنزاع قد انتهى في التسعينيات حيث انقطعت قضية الصحراء تدريجياً من الوعي العام بسبب تناقص الاهتمام الإعلامي.

### الاعتراف الدولي بالجمهورية الصحراوية
المقال الرئيسي: الوضع السياسي للصحراء الغربية
يدور الخلاف الدبلوماسي الرئيسي بين المغرب والبوليساريو حول الاعتراف الدبلوماسي الدولي بالجمهورية الصحراوية كدولة ذات سيادة وحكومة شرعية للصحراء الغربية. في عام 2004، أعلنت جنوب إفريقيا اعترافًا رسميًا بالجمهورية الصحراوية، وتأخر ذلك لمدة عشر سنوات على الرغم من الوعود التي لا لبس فيها من قبل نيلسون مانديلا مع سقوط نظام الفصل العنصري . جاء ذلك لأن الاستفتاء المعلن عن الصحراء الغربية لم يجر قط. تبعتها كينيا وأوروغواي في عام 2005، وتم رفع مستوى العلاقات في بعض البلدان الأخرى، بينما تم إلغاء الاعتراف بالجمهورية الصحراوية من قبل دول أخرى (ألبانيا وتشاد، صربيا)؛ في عام 2006، علقت كينيا قرارها بالاعتراف بالجمهورية الصحراوية للعمل كطرف وسيط.